# Jami Puustinen
Jami Puustinen (Espoo, 9 gennaio 1987) è un ex calciatore finlandese, di ruolo attaccante.

## Carriera
Dopo un periodo trascorso nelle giovanili del Manchester United, dal 2006 gioca con la squadra finlandese dell'Honka, con cui ha collezionato più di 100 presenze.